# Csíkos görény
A csíkos görény vagy zorilla (Ictonyx striatus) az emlősök (Mammalia) osztályának ragadozók (Carnivora) rendjébe, ezen belül a menyétfélék (Mustelidae) családjába és a zorillaformák (Ictonychinae) alcsaládjába tartozó faj.
Az állat az Ictonyx emlősnem típusfaja.

## Előfordulása
Afrikában a csíkos görény (zorilla) a Szaharától délre eső nyílt területeken, szavannákon és az alacsonyabb hegyvidékeken él, a Kongó-medencében azonban nem fordul elő.

## Alfajai
- Ictonyx striatus striatus
- Ictonyx striatus albescens
- Ictonyx striatus arenarius
- Ictonyx striatus elgonis
- Ictonyx striatus erythreae
- Ictonyx striatus ghansiensis
- Ictonyx striatus giganteus
- Ictonyx striatus intermedius
- Ictonyx striatus kalaharicus
- Ictonyx striatus lancasteri
- Ictonyx striatus limpopoensis
- Ictonyx striatus maximus
- Ictonyx striatus obscuratus
- Ictonyx striatus orangiae
- Ictonyx striatus ovamboensis
- Ictonyx striatus pretoriae
- Ictonyx striatus senegalensis
- Ictonyx striatus shoae
- Ictonyx striatus shortridgei

## Megjelenése
Az állat hossza 28-39 centiméter, farokhossza 20-30 centiméter, marmagassága 10-13 centiméter. A hím akár 1,5 kilogrammot is nyomhat, a nőstény legfeljebb 800 grammot. Szőrzete a háton hosszú és selymes, a hason rövidebb. A farok szőrzete hosszú és bozontos. A hát hosszanti irányban fekete-fehéren csíkozott. A feje fekete, kivéve a két pofafoltot és a homlokrajzolatot, melyek fehérek. Hasa, lába és mancsa fekete. A karmok hosszúak és erőteljesek. A zorilla segítségükkel vájj magának vackot a laza talajba. Hallása és szaglása jól fejlett. A szeme kicsi, de lehetővé teszi az éjjel vadászó állat számára a tájékozódást. A zorilla két végbélmirigye bűzös váladékot termel, melyet az állat támadója szemébe fecskendez, és ezzel átmenetileg megvakítja.

## Életmódja
Az állat éjjeli, magányos életmódot folytató vadász. Tápláléka kisemlősök (főként rágcsálók), madarak és azok tojásai, nagyobb rovarok, valamint hüllők. Fogságban 13 évig is élhet.

## Szaporodása
A hím 33, a nőstény 9 hónapos korban éri el az ivarérettséget. A párzási időszak januártól márciusig tart. A vemhesség 36 napig tart, ennek végén a nőstény 2-3 kölyköt hoz a világra. Az elválasztás nagyjából két hónap után következik be.

## Rokon fajok
A csíkos görény legközelebbi rokona és az Ictonyx emlősnem másik faja a sivatagi görény (Ictonyx libyca).